# Csipkerek
Csipkerek (vyslovováno [čipkerek]) je vesnice v Maďarsku v župě Vas, spadající pod okres Vasvár. Nachází se asi 14 km severovýchodně od Vasváru. V roce 2015 zde žilo 326 obyvatel. Dle údajů z roku 2011 tvoří 88,1 % obyvatelstva Maďaři, 2,1 % Němci a 0,3 % Romové, přičemž 11,6 % obyvatel se k národnosti nevyjádřilo.
Vesnice leží na silnici 7359. Sousedními vesnicemi jsou Csehimindszent, Kám a Szemenye.